# Culicoides denningi
Culicoides denningi är en tvåvingeart som beskrevs av Foote och H. Douglas Pratt 1954. Culicoides denningi ingår i släktet Culicoides och familjen svidknott. Inga underarter finns listade i Catalogue of Life.